# Marassi

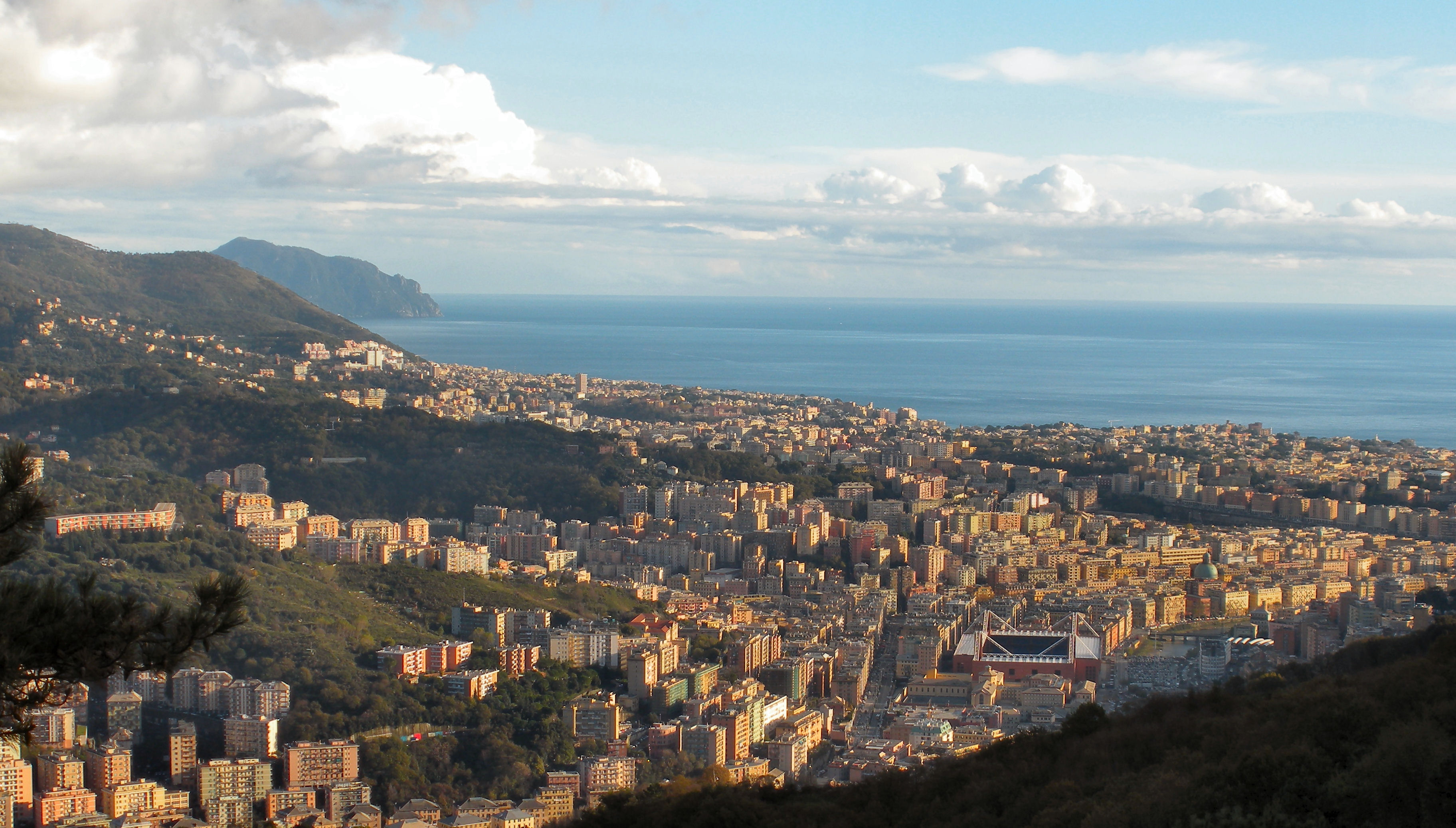
Blick auf Genua mit dem Viertel Marassi im Vordergrund

Marassi ist ein großflächiges Stadtviertel in der nordöstlichen Peripherie der italienischen Hafenstadt Genua. In unmittelbarer Nähe zu Marassi liegt einer der zwei Hauptbahnhöfe der Stadt, der Bahnhof Genova Brignole. Das Viertel erstreckt sich über das Gebiet zwischen den Flüssen Bisagno und Rio Fereggiano und grenzt im Norden an den Stadtteil Staglieno, in dem der gleichnamige Monumentalfriedhof liegt.
Auf den hinterstehenden Anhöhen befinden sich die Viertel Biscione und Quezzi auf deren Territorien ein Großteil der historischen genuesischen Befestigungsanlagen liegen. Im Osten grenzt Marassi an den Stadtteil San Fruttuoso.
Die Hauptstraßen in Marassi sind der nördliche Abschnitt des Corso Sardegna, der Corso de Stefanis (in Richtung Staglieno) und die Viale Virginia Centurione Bracelli, die das Viertel mit dem Stadtteil Biscione verbinden.
Verwaltungstechnisch gehört der Stadtteil zum Munizip III Bassa Val Bisagno und umfasst seinerseits die Ortsteile Marassi, Quezzi, Fereggiano und Forte Quezzi, die zusammen 42.578 Einwohner zählen.

## Geschichte
1873 in die Stadt Genua aufgenommen, wurden in Marassi, nach der Direktive, das Val Bisagno als Dienstleistungsfläche zu strukturieren, einige besondere Einrichtungen erbaut. Neben dem Gefängnis wurde im Stadtviertel das Stadion Luigi Ferraris errichtet. Im Rahmen der Fußball-Weltmeisterschaft 1990 wurde letzteres, welches zu den ältesten Stadien Italiens zählt, unter der Leitung des Architekten Vittorio Gregotti komplett restrukturiert.
Um 1992 wurde ein langer Abschnitt des Flusses Bisagno überbaut, wodurch diverse Parkplatzanlagen am Stadion geschaffen werden konnten.
Den größten Aufschwung erlebte Marassi trotz allem im 19. Jahrhundert mit der Errichtung der Wohnungsreihen am Bisagno, dem heutigen Corso Alessandro de Stefanis und später in der Nachkriegszeit des Zweiten Weltkriegs.
Bis ins 18. Jahrhundert war Marassi das Tor Genuas zum Val Bisagno, in dem sich vereinzelt Häuser zwischen den intensiv kultivierten Plantagen und Feldern erhoben. Auf dem Territorium des heutigen Stadtviertels wurde hauptsächlich Gemüse für den Markt der Regionalhauptstadt angebaut.
Während des Zweiten Weltkriegs wurde verstärkt Getreide entlang des Kiesbetts des Bisagno angebaut, welches zu diesem Zweck mit Pflanzenerde aufgeschüttet wurde.
In dieser landwirtschaftlichen Tradition wurde in Marassi eine Markthalle für Obst und Gemüse am Corso Sardegna errichtet, die mittlerweile jedoch in das Stadtviertel Bolzaneto im Val Polcevera transferiert werden soll.

## Architektur
In Marassi befindet sich das Stadion Luigi Ferraris, welches 1911 erbaut wurde und seit 1926 Austragungsort der Fußballspiele des Genoa Cricket and Football Clubs und seit 1946 der Unione Calcio Sampdoria ist.
Neben dem Fußballstadion liegt die Villa Piantelli, eine bemerkenswerte Villa im Landhausstil. Heute beherbergt das Gebäude diverse Kulturveranstaltungen und -initiativen.
Unmittelbar neben diesen beiden Bauwerken befindet sich das Gefängnis von Marassi.
Ein weiteres wichtiges Gebäude im Stadtviertel Marassi ist das auf den Anhöhen des Stadtteils gelegene Mutterhaus der Suore Brignoline, in dessen Räumlichkeiten die sterblichen Überreste der heiligen Virginia Centurione Bracelli aufbewahrt werden. Virginia Centurione Bracelli war im 17. Jahrhundert eine bedeutende Persönlichkeit Genuas und gründete unter anderem das Zentrum des Herrn der Barmherzigkeit, des Beschützers der Armen, Jesus Christus.